# 2016年夏季奥林匹克运动会中国沙滩排球队
沙滩排球比赛属于排球类竞技项目，于1996年亚特兰大奥运会始设项目，一直为美国与巴西的强项。2004年雅典奥运会中国沙滩排球队首次参加该项目比赛，2008年北京夏季奥林匹克运动会的中国队一行共计11人（不含兼任）， 女运动员2人，官员与工作人员5人；领队由徐利兼任，副领队王建平。

## 人员构成
官员与工作人员（5人，不含兼任）：

领队：徐利（兼任），副领队王建平；
 
教练（3人）：缪志红、颜建明和薛刚；
 
医生：秦伟。
运动员（2人）：

女运动员（2人）：王凡、岳园。

## 参赛项目
女子项目：

- 王凡、岳园